# Rio Calçado (vattendrag i Brasilien, Rio de Janeiro)
Rio Calçado är ett vattendrag i Brasilien.   Det ligger i delstaten Rio de Janeiro, i den sydöstra delen av landet, 900 km sydost om huvudstaden Brasília.
Omgivningarna runt Rio Calçado är huvudsakligen savann. Runt Rio Calçado är det glesbefolkat, med 20 invånare per kvadratkilometer.